# Рапид Сити
Рапид Сити је град у САД у савезној држави Јужна Дакота, у округу Пенингтон. По подацима из 2000. године у граду је живело 59.607 становника. Познат је по надимцима: Пролаз до Црних брда и Звезда запада. Планине деле град на два дела, западни и источни.

## Становништво
| Група             | 2000. | 2010. |
| Белци             |       |       |
| Афроамериканци    |       |       |
| Азијати           |       |       |
| Хиспаноамериканци |       |       |
| Укупно            |       |       |

| Година | Становништво |
| ------ | ------------ |
| 1900   | 1.342        |
| 1920   | 5.777        |
| 1950   | 13.844       |
| 1970   | 43.846       |
| 1980   | 46.592       |
| 1990   | 54.523       |
| 2000   | 59.607       |

## Клима
Рапид Сити држи два климатска рекорда: најбржи пораст температуре за 2 минута (то се догодило 22. јануара 1943) и најбржи пад температуре за 5 минута (то се догодило 10. јануара 1911).
| Клима Рапид Ситија         | Клима Рапид Ситија | Клима Рапид Ситија | Клима Рапид Ситија | Клима Рапид Ситија | Клима Рапид Ситија | Клима Рапид Ситија | Клима Рапид Ситија | Клима Рапид Ситија | Клима Рапид Ситија | Клима Рапид Ситија | Клима Рапид Ситија | Клима Рапид Ситија | Клима Рапид Ситија |
| Показатељ \ Месец          | .Јан.              | .Феб.              | .Мар.              | .Апр.              | .Мај.              | .Јун.              | .Јул.              | .Авг.              | .Сеп.              | .Окт.              | .Нов.              | .Дец.              | .Год.              |
| -------------------------- | ------------------ | ------------------ | ------------------ | ------------------ | ------------------ | ------------------ | ------------------ | ------------------ | ------------------ | ------------------ | ------------------ | ------------------ | ------------------ |
| Средњи максимум, °C (°F)   | 0,9 (33,6)         | 3,7 (38,7)         | 8,1 (46,6)         | 13,9 (57)          | 19,6 (67,3)        | 25,2 (77,4)        | 29,7 (85,5)        | 29,7 (85,5)        | 24 (75)            | 16,5 (61,7)        | 7,1 (44,8)         | 2,3 (36,1)         | 15,1 (59,2)        |
| Средњи минимум, °C (°F)    | −11,5 (11,3)       | −8,9 (16)          | −4,9 (23,2)        | 0,2 (32,4)         | 5,9 (42,6)         | 11 (52)            | 14,4 (57,9)        | 13,7 (56,7)        | 7,8 (46)           | 1,5 (34,7)         | −5,5 (22,1)        | −10,4 (13,3)       | 1,1 (34)           |
| Количина падавина, mm (in) | 9,4 (3,7)          | 11,7 (4,61)        | 26,2 (10,31)       | 47,2 (18,58)       | 75,2 (29,61)       | 71,9 (28,31)       | 51,6 (20,31)       | 40,9 (16,1)        | 27,9 (10,98)       | 34,8 (13,7)        | 15,5 (6,1)         | 10,4 (4,09)        | 422,7 (166,42)     |
| Извор: World Weather       |                    |                    |                    |                    |                    |                    |                    |                    |                    |                    |                    |                    |                    |